# Gornji Stupanj
Gornji Stupanj (em cirílico: Горњи Ступањ) é uma vila da Sérvia localizada no município de Aleksandrovac, pertencente ao distrito de Rasina, na região de Župa. A sua população era de 567 habitantes segundo o censo de 2011.

## Demografia
| 1948 | 1953 | 1961 | 1971 | 1981 | 1991 | 2002 | 2011 |
| ---- | ---- | ---- | ---- | ---- | ---- | ---- | ---- |
| 1108 | 1166 | 1101 | 1022 | 925  | 859  | 674  | 567  |